# غلين باركر
غلين باركر (بالإنجليزية: Glenn Parker)‏ هو لاعب كرة قدم أمريكية أمريكي، ولد في 22 أبريل 1966 في ويستمينستير في الولايات المتحدة.

## وصلات خارجية
- غلين باركر على موقع مرجع كرة القدم المحترفة.كوم (الإنجليزية)